# توبكابي (فلم)

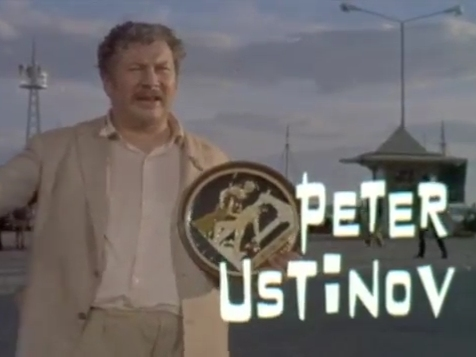
بيتر أوستينوف في الفيلم

توبكابي (بالإنجليزية: Topkapi) هو فيلم كوميدي.

## ترشيحات وجوائز
| السنة | الحدث          | الفئة                  | النتيجة  |
| ----- | -------------- | ---------------------- | -------- |
|       | جائزة الأوسكار | أفضل ممثل في دور مساعد | فـــــوز |

## وصلات خارجية
- مقالات تستعمل روابط فنية بلا صلة مع ويكي بيانات

```
fdhdfhqdfh

```

]qsdhh]
qhqdshqdshqsdhqsd
sdhqsdh